# Aly Khan
Virgilio Cristian Decán, (Ciudad Bolívar, 13 de julio de 1931-Caracas, 15 de noviembre de 2022), más conocido por su nombre artístico Aly Khan, fue un narrador hípico venezolano. Gracias a su estilo al describir las carreras de caballos se hizo ganador de innumerables reconocimientos como el mejor en habla hispana y uno de los más importantes a escala internacional.

## Infancia e inicios
El 13 de julio de 1931, en la calle Bolívar, No. 49 en Ciudad Bolívar, nace en el seno de una familia humilde Virgilio Cristian Decán, hijo de Soledad Decán. Tuvo dos hermanos, Roger (+) y Gladys Decán (+). Su bisabuela, Josefa Decán (+) era la jefe de la familia cuyo sustento provenía de la venta de comida, especialmente de sus dulces en almíbar, y del lavado y planchado de ropa, por lo cual ella era muy reconocida.  
Virgilio Decán estudió la educación primaria en la Escuela General Tomas de Heres y su bachillerato en el Liceo Fernando Peñalver, ubicado anteriormente frente a la Plaza Bolívar donde es hoy la casa del Congreso de Angostura. A los 11 años, ya integraba el coro de la Iglesia La Milagrosa como primer tenor.
Siendo un adolescente, probó suerte como narrador hípico en el viejo hipódromo (Hipódromo de Angostura) y también fue narrador de juegos de béisbol en el Estadio Heres (Esquina Familia Uncein) y Laguna El Porvenir cuando ambos estadios quedaban en la Av. Táchira. Esos juegos eran transmitidos por Radio Bolívar (Hoy Mundial Bolívar) con notable éxito. 
También fue un apasionado de la aviación y hasta quiso ser piloto comercial; incluso se había ganado una beca de una línea aérea para iniciar sus estudios en Maracay, pero su madre no lo aprobó. El joven desistió entonces de aquella idea, se dedicó a sus estudios y a la locución, no sin antes haberse iniciado como cantante de boleros y hasta como declamador, ganando un concurso de aficionados en 1946. 
En 1949, el joven Decán se trasladó a Caracas para continuar su formación. En el Instituto Pedagógico de Caracas realizó estudios de Letras, al tiempo que logró obtener el certificado de locutor que le fue otorgado con el número 1.181, el 29 de septiembre de ese mismo año. Intentó narrar en el antiguo Hipódromo de El Paraíso, donde había una fuerte competencia entre los narradores: Luis Delgado Campos, Eloy Pérez Alfonzo (Mr. Chips), Juan Francisco Rodríguez (Don Fulgencio), José Eduardo Mendoza (Miralejos), Carlos León Garrido (Alejo Caminos) y el argentino Luis Plácido Pisarello, pero no lo logró en ese entonces. 
Se enteró de que uno de sus profesores en el Pedagógico, el Dr. Luis Delgado Campos era narrador en El Paraíso con el seudónimo de "Doctor X" (en aquella época se solía colocar seudónimos a los narradores hípicos); Virgilio Decán, aún sin recibir el seudónimo de Aly Khan – este aparecería al año siguiente -, trabajaba en Radio Cultura como locutor comercial, mientras que Doctor X ocupaba la primera plaza en la narración hípica en el desaparecido Hipódromo de El Paraíso. Un día, a punto de largarse la primera carrera en 1.400 metros, Doctor X no llegó a tiempo y Virgilio tomó el micrófono, similar al que había utilizado en algunas carreras del óvalo de Ciudad Bolívar, su tierra natal. La prueba contó con una buena descripción de comienzo a fin. Decán, con apenas 18 años de edad, esperaba que lo felicitaran por su desempeño y que se evaluara positivamente su narración de la carrera donde resultó triunfadora la yegua Celaje. Sin embargo, 24 horas después, le fue entregada la carta de despido.   
Este incidente no lo desanimó y, con la tenacidad que le era propia, decidió perseverar. Además de una gran voz, Decán tenía una dicción impecable y siempre fue muy respetuoso y conocedor del idioma castellano.   
En septiembre de 1951 se inició junto a "Mr. Chips" por Radio Caracas Radio y Ondas Populares. Fue la sensación en aquel primer día que narró las cuatro carreras que le solicitaron por lo que Juan Francisco Rodríguez "Don Fulgencio" (Radio Continente) y Eloy Pérez Alfonzo "Mr. Chips" (Radio Caracas y Ondas Populares) pujaron fuerte para que Virgilio formara parte de su "staff".    
Cinco meses después, Decán aceptó la propuesta de "Don Fulgencio" de sustituir a José Eduardo Mendoza “Miralejos” y, en febrero de 1952, recibió el sobrenombre de "Aly Khan", bautizado así por “Don Fulgencio” (El mismo que también creó el eslógan "La Orquesta Más Popular de Venezuela" para la Billo´s Caracas Boys) ya que para comenzar a narrar se debía poseer un seudónimo. Juan Francisco Rodríguez, quien fue su guía, su protector y padrino, pensó que debido al parecido del joven locutor con el  Príncipe Aly Khan, hijo del Aga Khan y esposo de la famosa actriz de Hollywood Rita Hayworth, el seudónimo de Aly Khan le vendría bien y desde ese momento comenzó a ser conocido con ese nombre. El  príncipe Aly Khan en esos días estaba de visita en Venezuela para evaluar el proyecto de co-fundar un Haras modelo, un establecimiento de cría de primera, con el Ministro de Agricultura y Cría, Armando Tamayo Suárez, perteneciente al Gabinete del gobierno presidido por el General Marcos Pérez Jiménez.
En paralelo a su trabajo como narrador hípico, Decán quien se había retirado del Pedagógico donde estudiaba Letras, comenzo sus estudios de Derecho en la Universidad Central de Venezuela. Se graduó de abogado en 1962 y formó parte de la promoción Dr. Rafael Pizani.

## Participación en radio
Virgilio Decán estuvo en Ondas Populares, Radio Cultura y desde 1952 hasta diciembre de 1972 transmitió las carreras por Radio Continente con el programa Monitor 590. En sus inicios lo hizo bajo la guía de Juan Francisco Rodríguez y a partir de 1959 hizo dupla con el larense Blas Federico Giménez, convirtiéndose de esa manera en las máximas figuras de la comunicación hípica. En 1973, firma contrato con Andrés Serrano Trias para llevar la transmisión de las carreras por Radio Rumbos, ahora con el nombre de Monitor Hípico Radio, llevándose en el equipo a Blas Federico Giménez y parte de sus locutores comerciales. En 1985 se presentaron inconvenientes con la emisora y Decán regresó a Radio Continente en 1986, pero esta vez con un equipo de transmisión nuevo. Solo Blas Federico Giménez era el único que se mantenía de la "vieja guardia" y se incorporaron los talentos de Héctor Alonzo Rivas, Arquímedes Alemán, Oswaldo Antequera y Alexander Freites Pulido, entre otros.
En el año 2003, un productor independiente de nombre Manuel Ramoni, hace una jugosa oferta a Radio Continente para comprar el espacio de la transmisión hípica y la familia Crespán, propietarios de la emisora, aceptaron la sustanciosa propuesta, sacando del aire a Virgilio Decán, en una movida que fue considerada insólita dentro de la radiodifusión y que además, significó la pérdida de popularidad de Radio Continente. Aly Khan inició el 5 de julio de 2003 en Radio Caracas Radio, del Grupo 1BC, con su mismo equipo pero solamente con la transmisión desde el Hipódromo La Rinconada. Ya Décan no podía llevar, por cuestiones de logística, los programas de carreras de Santa Rita y Valencia.
Monitor Hípico continuó su paso por otras estaciones y en el 2004 salió por Radio Tiempo, esta vez agregando más talento joven y cambiando el nombre del programa a "Monitor Hípico y La Nueva Generación". La dupla no causó el éxito que se esperaba y en el 2005, ya con la prohibición de transmitir las carreras desde los hipódromos, Aly Khan hace otra fusión con el locutor y también narrador hípico, José Gregorio Guillot, que mantenía su espacio "La Estampa Milagrosa" con muchísima sintonía, y los dos equipos de transmisión, el de Decán y el de Guillot, comenzaron a laborar juntos. El programa se llamó "El Milagro Hípico y Monitor Hípico". 
El 26 de septiembre de 2005 se publica en Gaceta Oficial que los programas radiales de hipismo, debían ser trasladados a las 10 de la noche por orden de la Comisión Nacional de Telecomunicaciones (CONATEL). Desde ese día, Monitor Hípico no salió más en la radio, siendo uno de los pocos espacios con más de 52 años al aire de forma ininterrumpida.

## Participación en televisión
Aly Khan entró a la televisión de la mano de Don Enrique Soto Rivera, quien le dijo entonces: “Tienes un pozo de petróleo cerrado”, dándole a entender las facultades que podría explotar en el medio audiovisual. Para ese entonces (y desde 1954) Torneo Hípico TV con Mr. Chips por Radio Caracas Televisión era el único espacio televisivo que transmitía las carreras. Monitor Hípico debutó en la pequeña pantalla en 1967, en el canal 11 (local) junto a Francisco Andrade Álvarez y pasó en 1968 a Cadena Venezolana de Televisión (CVTV, Canal 8) propiedad del Grupo Vollmer desde su inauguración en 1964.
Aly Khan tenía en CVTV un programa de pronósticos hípicos denominado Último Minuto Hípico los sábados en la mañana y los domingos en la tarde la transmisión de las carreras de caballos. Sin embargo en 1970, debido a la cancelación de la licencia a Mr. Chips por parte del Presidente de la República, Rafael Caldera, el Grupo 1BC (Radio Caracas Televisión) le ofrece a Decán para que lleve su espacio, Monitor Hípico, al canal de Quinta Crespo. El 12 de julio de 1970 comenzó por el Canal 2 y allí estuvo hasta mayo de 1980, siendo uno de los productores independientes que mayores ganancias obtuvo mientras estuvo al aire. Son considerados Renny Ottolina y Virgilio Decán como los personajes de mayor éxito que transitaron por Radio Caracas Televisión.  El espacio de pronósticos Último Minuto Hípico, también se mudó a Radio Caracas Televisión, teniendo entre sus comentaristas a Herman Ettedgui y Carlos Alberto Hidalgo, entre otros.
El 24 de mayo de 1980, Monitor Hípico salió al aire por Venezolana de Televisión (VTV), ya propiedad del Estado Venezolano. El programa de pronósticos cambió su nombre y comenzó a denominarse Favoritos de Monitor Hípico, el cual se emitía desde el estudio o el propio Hipódromo La Rinconada, los sábados al mediodía. El espacio tuvo una enorme popularidad, por los invitados que Aly Khan llevó, para dar con los posibles ganadores de las carreras de caballos del día domingo.
Con la apertura del Hipódromo de Valencia en el estado Carabobo el 25 de marzo de 1983, Aly Khan comenzó con las transmisiones por televisión desde ese mismo día, por lo que el espacio Monitor Hípico también tuvo su sección dedicada a Valencia con el programa de Favoritos y la transmisión los jueves por la noche. En noviembre de 1988 se inaugura el tercer hipódromo oficial en Venezuela, el de Santa Rita en el estado Zulia y Monitor Hípico comienza con sus transmisiones regulares los miércoles, mientras que los jueves y viernes eran desde Valencia. Sábados y domingos se mantenían con las carreras de La Rinconada, pero el programa como tal era los domingos de 1 a 6 de la tarde.
En la década de los 90, Virgilio Decán afrontó varios intentos de sacar los caballos del Canal 8, en conflicto con ciertos Presidentes del Canal, correspondiente al período de Carlos Andrés Pérez II. En 1996, Monitor Hípico dejó de transmitir las carreras de Santa Rita y Valencia, quedándose solo con el programa de los domingos, cuyo horario era de 2 a 6 de la tarde. En algunas ocasiones, tuvo que compartir el espacio con transmisiones de otros deportes como el Fútbol Español. El programa de pronósticos se mantuvo los martes y jueves a la 1 de la tarde y los sábados a las 12:30 del mediodía.
Con la llegada del gobierno de Hugo Chávez, Monitor Hípico fue perdiendo terreno y tiempo al aire. La aparición del programa Aló Presidente en formato de televisión, ocupó los domingos que eran hípicos. Ocasionalmente se transmitían las carreras y la situación prosiguió, hasta el 15 de septiembre de 2003, cuando se emitió el último programa de Monitor Hípico Televisión desde La Rinconada.
En el 2004, Aly Khan firma contrato con La Tele (Canal 12) y su programa de pronósticos, Favoritos de Monitor Hípico, se emite los martes y jueves con 15 minutos de duración y los sábados con media hora. El espacio duró poco tiempo al aire.
El último intento de Virgilio Decán de mantener Monitor Hípico en la palestra de las carreras de caballos, fue con el canal Meridiano Max (Hoy Simple TV), de la compañía por cable DirecTV en el 2009. Problemas entre los socios de este canal (Bloque Dearmas-Grupo Cisneros), conllevaron a la desaparición de dicho canal y por ende, del espacio Monitor Hípico.

## Vida personal
Virgilio Decán tuvo 3 hijos: Ivanova, Igor (+) y Vladimir Decán Gambús, producto de su matrimonio con Luisa Teresa Gambús Mariño (+) con quien contrajo nupcias en diciembre de 1953 y permaneció casado hasta 1993.  Su hijo Igor falleció a los 34 años de edad y es el padre de la única nieta de Virgilio, Valentina Decán Liscano. En 1994, Decán contrajo segundas nupcias con Ingrid Sahara Dupatrocinio.
Fue amigo de la mayoría de los Presidentes de la República de Venezuela, principalmente del Dr. Rafael Caldera (quien fue su profesor en la Universidad Central de Venezuela) y de Carlos Andrés Pérez. Fue aficionado al golf, al beisbol de grandes ligas (Yankees de Nueva York) y la pelota local (Navegantes del Magallanes), así como al fútbol (Real Madrid). Admirador del zuliano Luis Aparicio y de Omar Vizquel.                                                                                             
Decán era un gran lector, le gustaba la historia, la literatura y la poesía. Era aficionado a la buena mesa y a los buenos vinos, además de ser un melómano empedernido: la música clásica era su preferida y Vivaldi, Mozart y Beethoven se encontraban entre sus músicos predilectos.                                                                                             
Fue Presidente de la antigua Asociación Venezolana de Periodistas en dos oportunidades, Presidente de la Asociación Hípica de Propietarios y formó parte de la directiva del Aeroclub Caracas, ya que fue piloto (uno de sus sueños de la infancia) y poseía su propia avioneta.
Se inició como propietario de caballos en la década del 50 con la yegua Pascua y años más tarde, tuvo la suerte de contar con ejemplares ganadores como la campeona Tropic Ana, Vertical, Guasipati, Alguacil, Magistrado, Irish Brigade, El Príncipe y Silbido, entre otros. Tuvo algunos ejemplares con el reconocido escritor y periodista Miguel Otero Silva a quien le unió una gran amistad.
Para Virgilio, de todas las carreras internacionales que narró, la más emocionante fue la primera edición del Clásico del Caribe en Puerto Rico, la cual ganó el ejemplar Victoreado con la monta de Gustavo Ávila, “El Monstruo”, el 26 de junio de 1966. Esta carrera es de especial relevancia y significación para los venezolanos amantes del hipismo. En nuestro país, califican como especiales las carreras de la Triple Corona de 1980 que llevaron a Gelinotte a la inmortalidad. 
Decán consideró a Gustavo Ávila como el mejor jinete venezolano de todas las épocas, al mismo tiempo que señalaba que Millard Faris Ziadie y Domingo Noguera Mora fueron los mejores entrenadores en la hípica local. De los caballos, opinaba que Hylander, caballo inglés cuya campaña fue realizada en el desaparecido Hipódromo de El Paraíso, fue el mejor importado que vino a nuestro país asi como My Own Business fue su predilecto como el mejor caballo venezolano.
Virgilio Decán falleció en la ciudad de Caracas, a la edad de 91 años, el 15 de noviembre del año 2022. 

## Reconocimientos y premios otorgados
Aly Khan, recibió a lo largo de su labor en los medios de comunicación muchos reconocimientos en nuestro país, incluso, tiene un récord nacional con el premio Guaicaipuro de Oro, ya que ganó por 30 años consecutivamente tal distinción y por si fuera poco ganó por 18 años consecutivos el Premio Meridiano de Oro. En 1990 y por consenso entre Virgilio Decán y Armando De Armas, dueño del Bloque Dearmas, se acordó sacar de la premiación a Decán y a Delio Amado León, otorgándosele a ambos el denominado Meridiano de Platino. También ganó los premios Musa de Oro, Canaima de Oro y el Centauro de Oro. 
También, en lo que fue el Hipódromo Municipal de Ciudad Bolívar, se corría todos los 12 de octubre desde 1991, el Gran Derby Guayanés Copa Aly Khan, como la carrera más importante del calendario hípico de esa región. El 5 de julio de 2003, el Presidente de La Junta Liquidadora del Instituto Nacional de Hipódromos, el Lic. Miguel Ángel Paz, bautizó a la popular Bola Continental con el nombre de Aly Khan, lugar donde por más de 40 años Virgilio narró por siempre las carreras.
Premio Meridiano de Oro (ganados 15) y Meridiano de Platino (1990)
Premio Guaicaipuro de Oro (24 de forma consecutiva)
Premio Musa de Oro
Orden Francisco de Miranda en Primera Clase, República Bolivariana de Venezuela.
Orden Ciudad Guayana, Estado Bolívar.
Orden Diego de Losada, Distrito Federal.
Orden Juan Antonio Rodríguez Domínguez, Estado Barinas.
Orden Vicente Emilio Sojo. Estado Miranda.
Orden Ciudad de Villa de Cura. Estado Aragua.
Orden Ciudad de Camatagua. Estado Aragua.
Orden General Tomas De Heres. Estado Bolívar.
Orden Francisco Fajardo. Distrito Federal.
Padrino de quince promociones de estudiante a nivel de Bachillerato y Técnico Superior a nivel nacional, (Estados Zulia, Sucre, Táchira, Trujillo, Aragua, Anzoátegui, Miranda, Bolívar, Amazonas, Lara y Distrito Capital)
Distinciones varias a nivel nacional (72), otorgadas por todos los Hipódromos nacionales y locales, gremios profesionales, asociaciones hípicas y medios de comunicación.
Reconocimientos a nivel internacional: Hipódromo Almirante Luis Brión (Curazao), Hipódromo Presidente Remón (Panamá) y Hipódromo El Comandante (Puerto Rico).
Doctorado Honoris Causa en Periodismo y Narración Hípica en la Universidad Católica Santa Rosa.